# Елітарна культура
Еліта́рна культу́ра (англ. High culture, нім. Hochkultur) — культура, що ґрунтується на існуванні специфічних форм мистецтва, зрозумілих лише невеликій групі людей, які мають досить високий інтелектуальний рівень, відповідні духовні запити, особливу художню сприйнятливість. Концепцію елітарної культури обстоював А. Шопенгауер. Вихідним пунктом цієї концепції, на його думку, є антропологічний поділ людей на два типи «людей корисних» (масу) і «людей-геніїв». Останні естетично обдаровані й схильні до філософсько-художньої творчості.
Проблемою елітарної культури займався, зокрема, французький соціолог П'єр Бурдьє.

## Історія
Історично елітарна культура завжди була культурою провідного прошарку суспільства, тобто аристократії або інших олігархічних груп. Вона завжди характеризувалася активною інтелектуальною діяльністю, яка раніше (а сьогодні лише почасти) підтримувалася панівними групами. З моменту втрати влади аристократією після Французької революції робилися спроби визначити зміст елітарної культури та пов'язати її з особливо великими досягненнями культурних діячів та зацікавлених осіб (а не з їхнім шляхетним походженням). В результаті значна частина аристократії приєдналася до популярної культури, про що свідчить тісний зв'язок цирку, придворної верхової їзди та придворних бальних танців близько 1900 року (див., наприклад, Карл Годлевський). Таким чином, елітарна культура стала надбанням освіченого буржуазного класу.

## Сьогодення
Сьогодні цей термін найчастіше стосується музики, образотворчого мистецтва, літератури («висока полиця») та сценічного мистецтва (танець, театр). Ці форми культури мають відповідати певним естетичним стандартам та чинним ідеалам освіти. З XIX століття університети відігравали визначальну роль у визначенні критеріїв елітарної культури, особливо новостворені гуманітарні науки. Елітарна культура не обов'язково має охоплювати всі культурно розвинені галузі. Так, наприклад, в Європі традиційно не відносять до елітарної культури каліграфію (на відміну від Азії), спорт, циркові мистецтва або дизайн («художні ремесла»).
У культурно-політичних конфліктах, особливо в німецькомовному просторі, «висока культура» у 20 столітті іноді критикувалася як «ворожа до мас» або надто «елітарна». З іншого боку, вона слугувала для утвердження претензій на лідерство освічених еліт (наприклад, як «провідна культура»). На користь цього часто наводився аргумент, що маси також обирали б високу культуру, якби їх не одурювали продуктами «культурної індустрії» (така інтерпретація подана, наприклад, у культурній соціології Макса Горкгаймера і Теодора В. Адорно: «Культурна індустрія — Просвітництво як масове обдурювання»).
Діхотомія елітарна культура — масова культура все більше ставалася під сумнів із набуттям влади мас-медіа у визначенні понять культури завдяки поширенню поп-культури. Дискусії руху 1968 року призвели до суспільного визнання значної частини поп-культури.
У Сполучених Штатах Америки поширеним є розрізнення high brow (буквально: «висока брова», що походить від псевдонауки френології) — low brow. Таким чином уникають змістової оцінки, а натомість характеризують ставлення до елітарної або популярної культури.
Використання пропозицій елітарної культури, таких як театр, опера, концерти та музеї, навіть сьогодні варіюється між соціальними верствами. Французький соціолог П'єр Бурдьє ставить у центр своїх досліджень культурні відмінності (див. культурний капітал) з багатьма градаціями як фактори індивідуальної та суспільної влади та її збереження.